# Соба

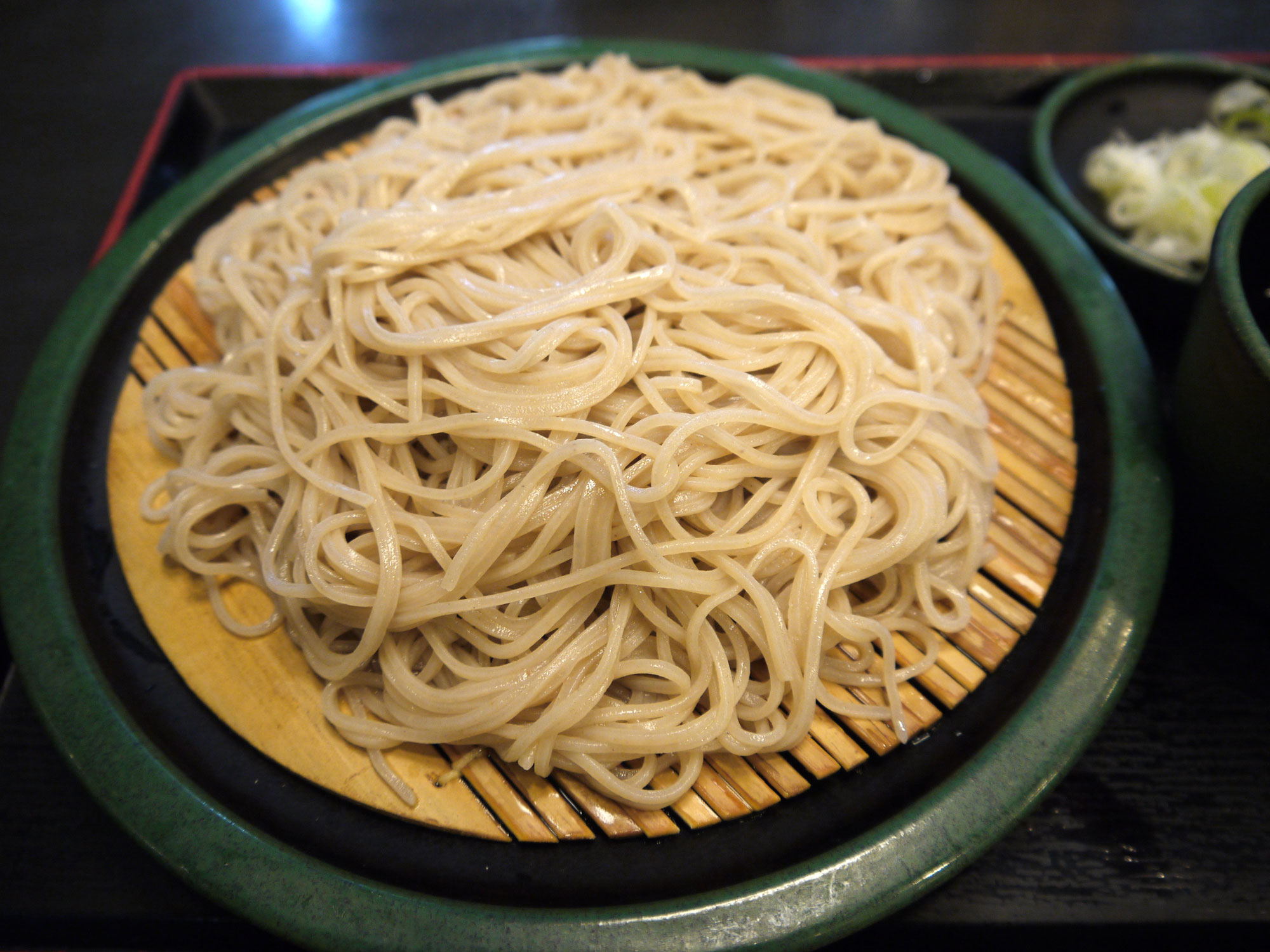
Соба

Соба (яп. 蕎麦, そば) — національна японська страва у вигляді довгої коричнево-сірої локшини з гречаного борошна. Відома з середини XVI століття, до того японці  вживали неподрібнену крупу.

## Загальні відомості
В Японії словом соба, якщо мова йде про локшину, а не про страву, можуть називати будь-яку тонку локшину, навіть без гречаного борошна. Зокрема, на Окінаві під словом соба завжди розуміють лише тонку яєчну локшину. Для уточнення гречану собу називають ніхонсоба (яп. 日本 蕎麦, «японська соба»), а яєчну — чюкасоба (яп. 中華 そば, «китайська соба»).
Подається найчастіше до столу охолодженою без бульйону, з соусом цую в спеціальній чашці, а іноді з гарячим бульйоном як суп-локшина.
Оскільки локшина робиться з гречаного борошна, через що під час приготування страва може легко розвалитися, то в борошно зазвичай додають трохи пшеничного борошна. Спочатку виготовляють тісто, яке згодом розкочують та ріжуть спеціальним ножем на вузенькі смужки, а потім — варять.
Згідно сільськогосподарським стандартам Японії, щоб локшина отримала назву соба, в ній має міститися як мінімум 30 % гречки.
Какесоба (яп. 掛け 蕎麦) — найпопулярніший вид соби, що включає в себе крім локшини бульйон, рисове вино (мірін), соєвий соус та цибулю. Дуже часто приправляють васабі та імбирем.
В Японії соба дуже популярна як фаст-фуд, хоча її також готують в дуже дорогих ресторанах та вдома.

## Окінава
В острівній префектурі Окінава однією з найбільш відомих та популярних страв є окінавська соба, але на цих островах соба робиться з пшеничного борошна, таким чином вона більше схожа на удон, з відмінністю у формі — японський удон більш товстий, ніж окінавська соба.

## Якісоба
Якісоба (яп. 焼きそば) — смажена пшенична локшина. Незважаючи на те, що має в назві слово «соба», не має ніякого відношення до гречаної локшини та виготовляється з пшеничного локшини чюкасоба, яка також використовується для приготування рамену. З цієї ж причини слово соба в якісоба записується хіраґаною, а не ієрогліфами яп. 蕎麦.

## Галерея

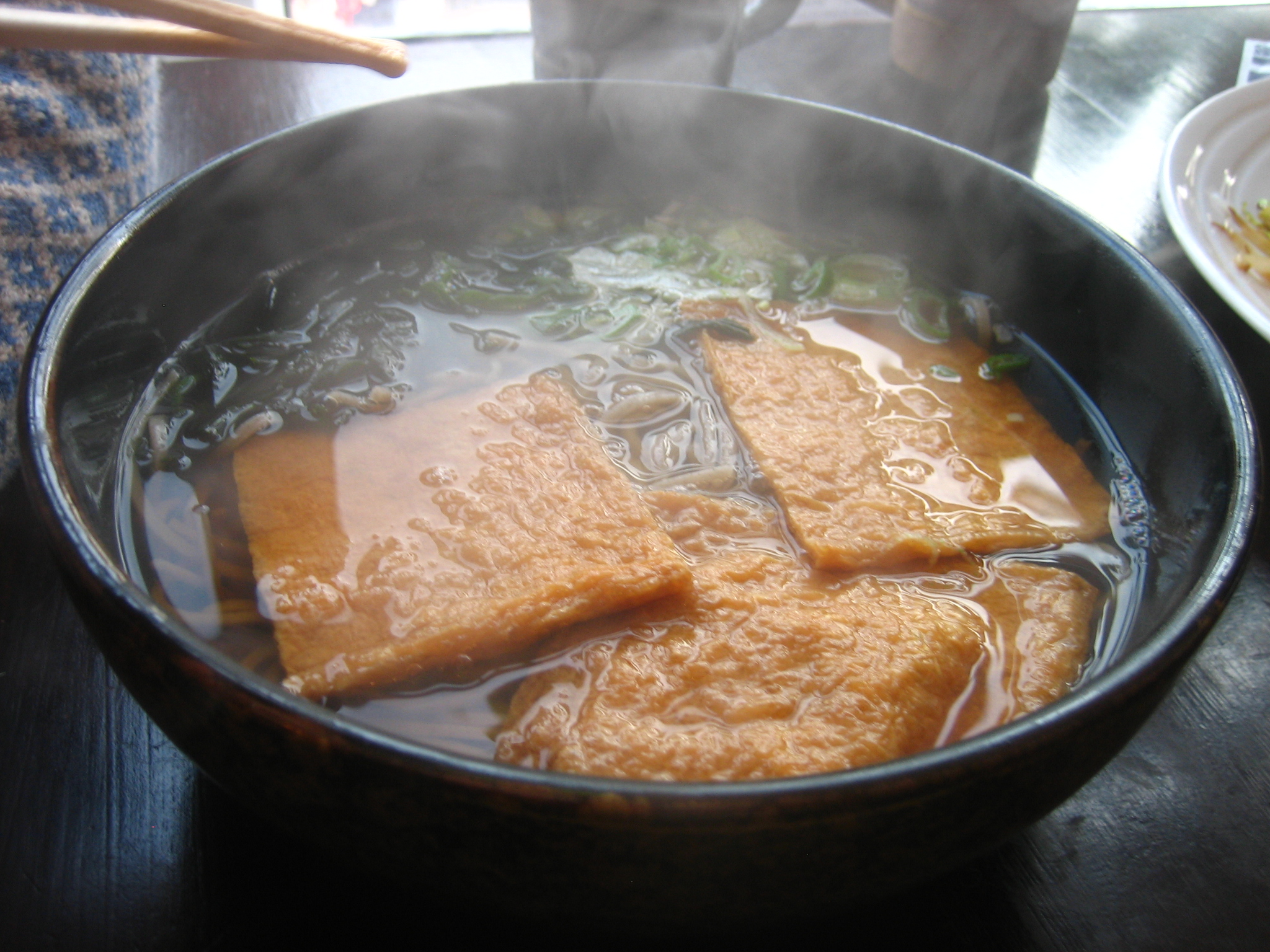
Kitsune Soba in Brighton, East Sussex, UK (Abura-age)
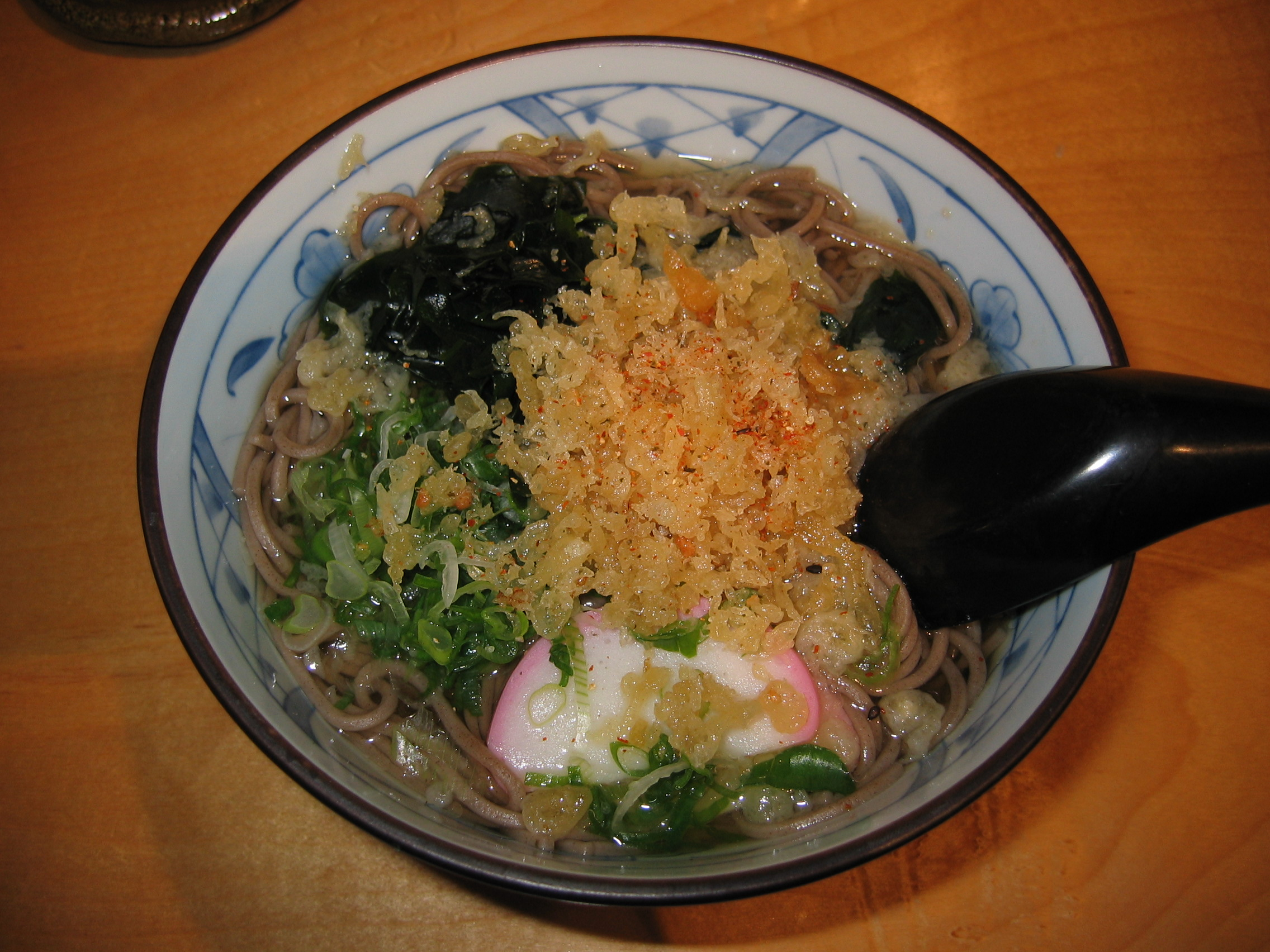
Tanuki Soba in Cupertino, California, USA (Tenkasu)
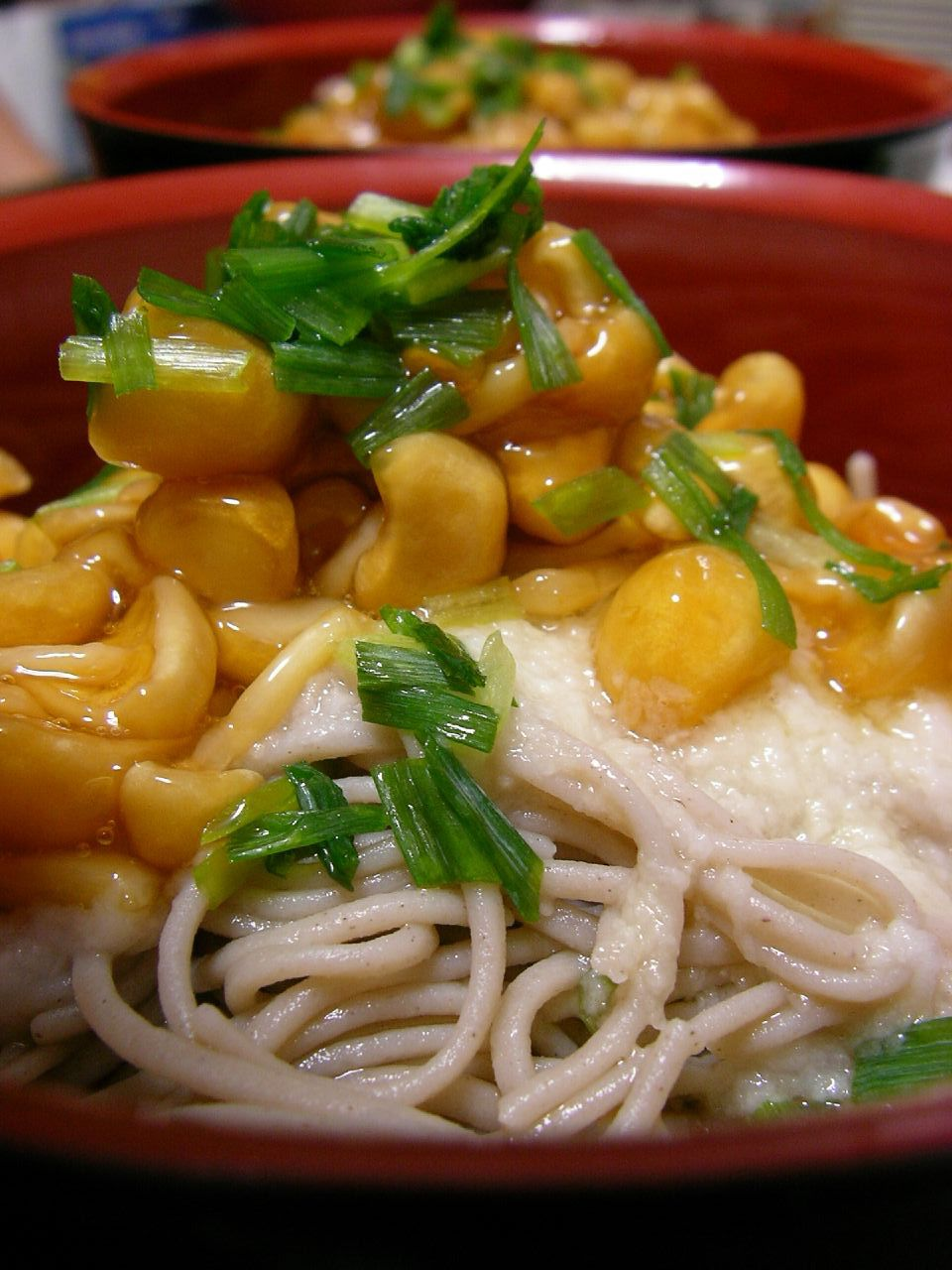
Nameko Soba (Pholiota microspora)
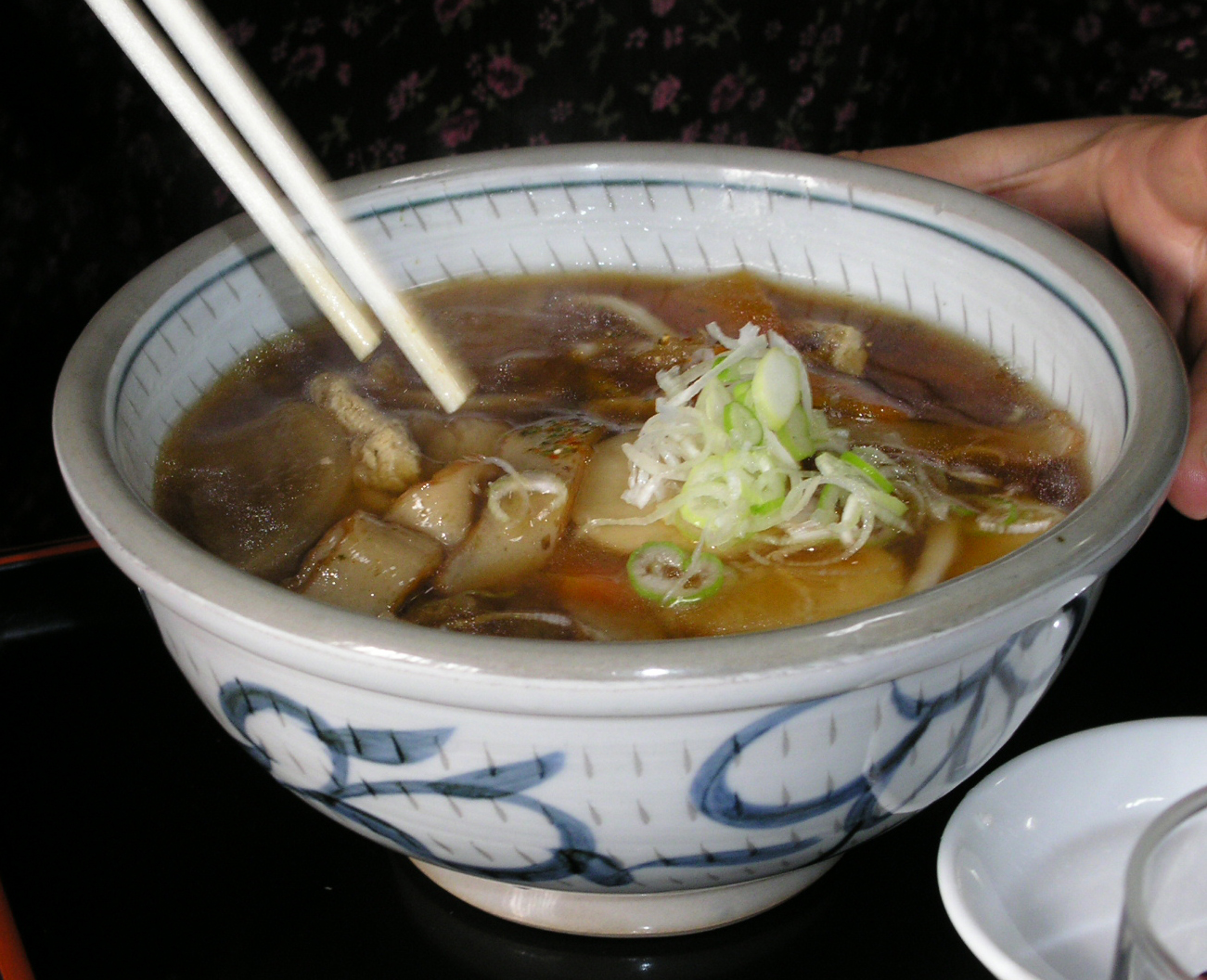
Kamonanban (Duck)
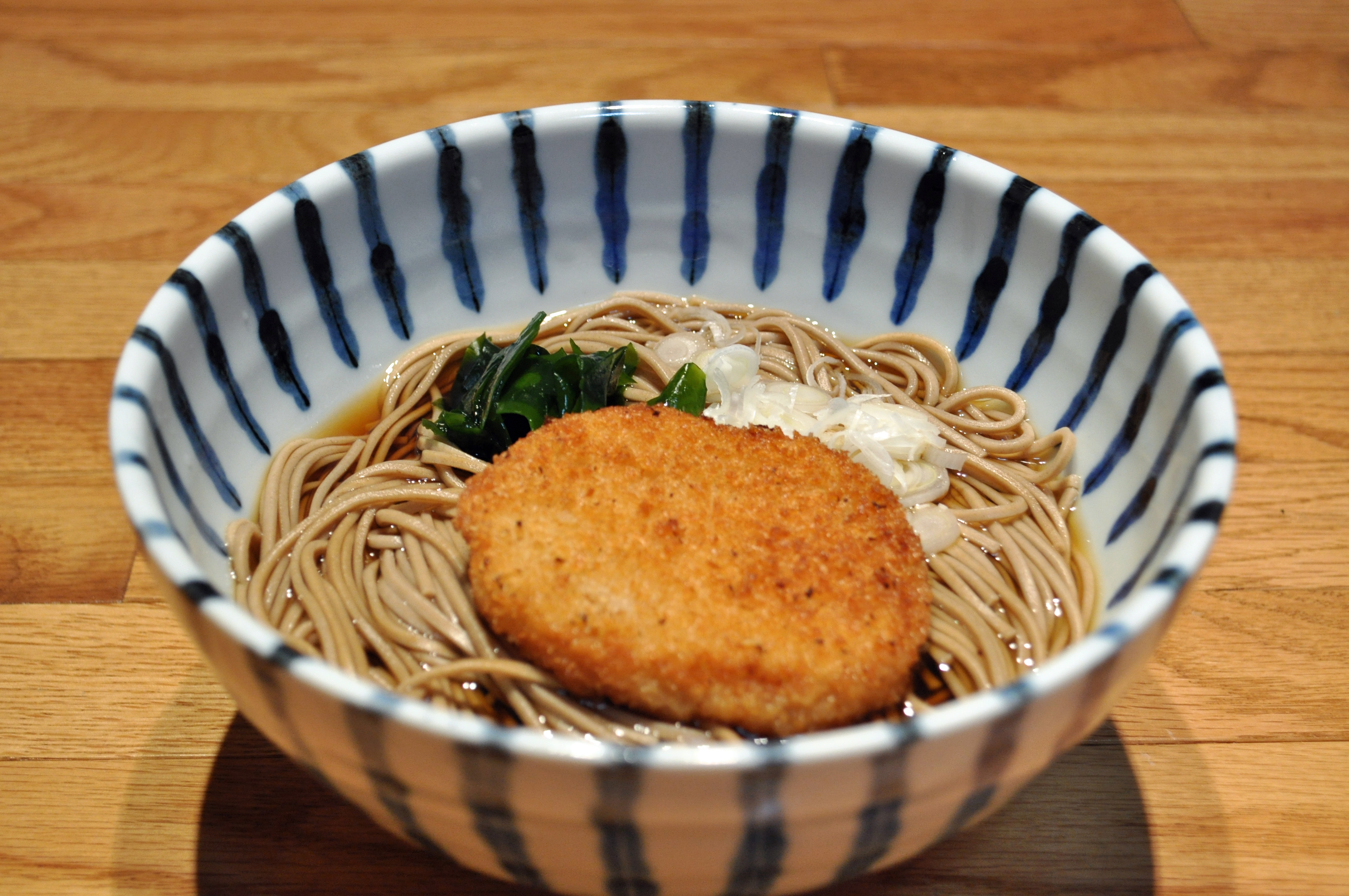
Korokke soba
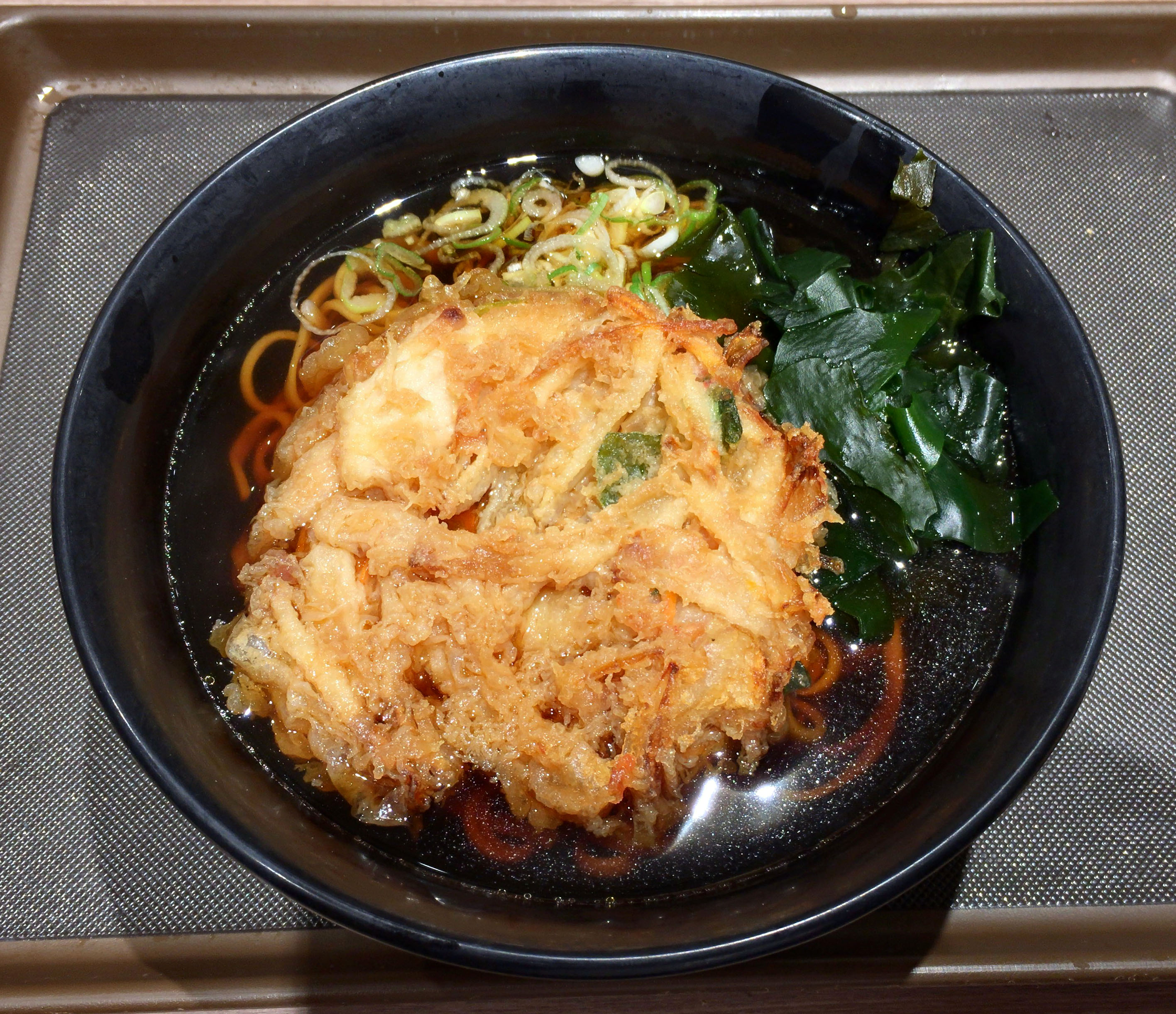
Tempura soba (Kakiage)
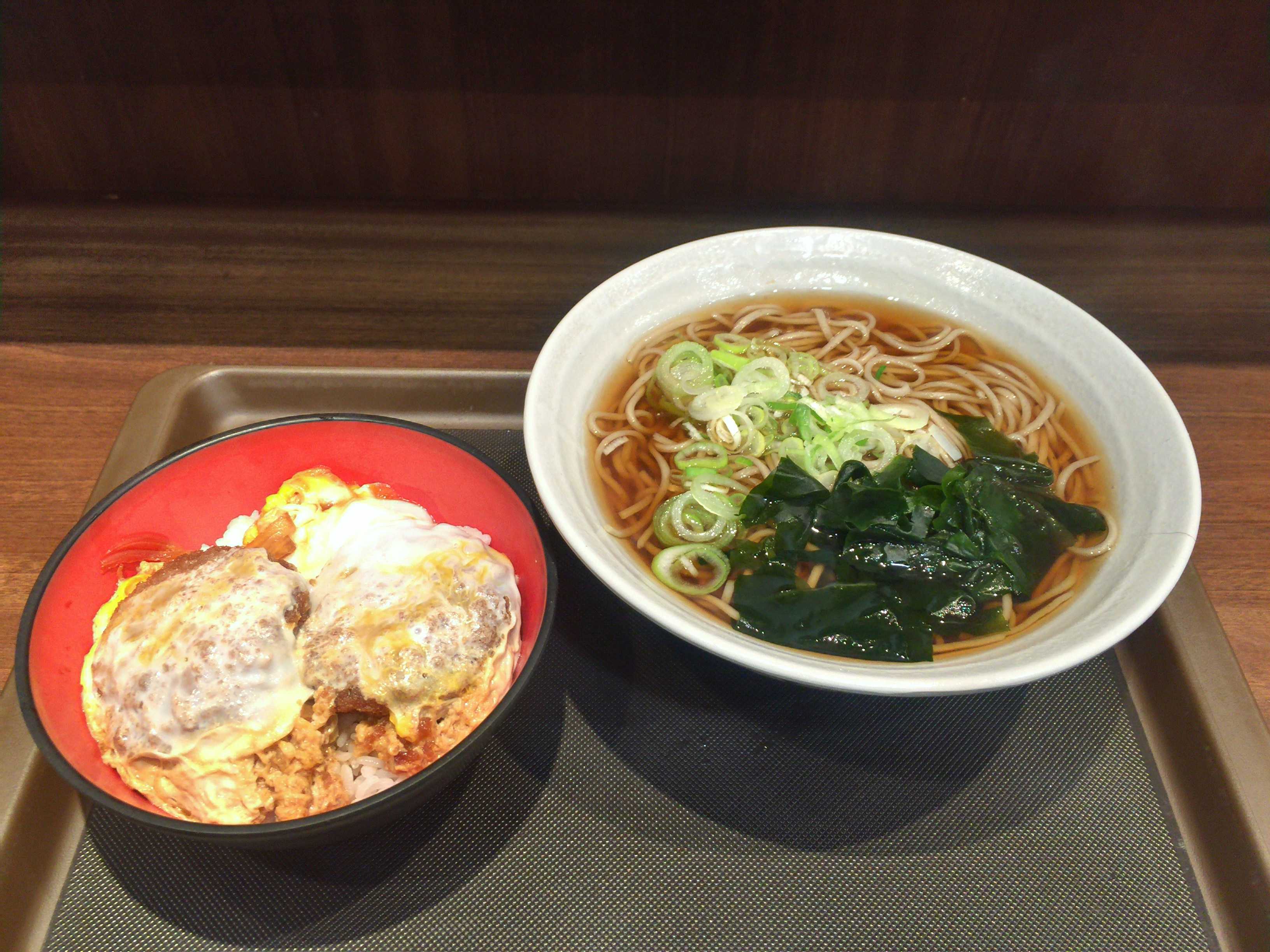
Katsudon and Soba